# Morze Balijskie
Morze Balijskie (indonez. Laut Bali) – morze w zachodniej części Oceanu Spokojnego, jedno z mórz wewnętrznych Archipelagu Malajskiego; bywa zaliczane w skład Morza Jawajskiego. Powierzchnia ok. 40 tys. km².
Granice Morza Balijskiego wyznaczają:
- na zachodzie: Jawa;
- na północy: wyspy Kangean;
- na wschodzie: wyspy Satengar;
- na południu: wyspy Bali, Lombok i Sumbawa.

Morze Balijskie łączy się:
- na zachodzie przez ciąg cieśnin Madura i Surabaja oraz na północy z Morzem Jawajskim;
- na wschodzie z Morzem Flores;
- na południu przez cieśniny: Bali, Lombok i Alas z oceanem Indyjskim.

Rozwinięte rybołówstwo; pozyskiwanie soli morskiej do celów kosmetycznych i leczniczych. Dno aktywne sejsmicznie.